# فیلگراستیم
فیلگراستیم (به انگلیسی: FILGRASTIM)
رده درمانی: محرک مغز استخوان
اشکال دارویی: آمپول

## موارد مصرف
فیلگراستیم را برای درمان بیماران مبتلا به نوتروپنی مادرزادی (کمبود G-CSF)، برخی بیماران ایدزی و کسانی که به تازگی مقدار زیادی شیمی درمانی یا پرتو درمانی در خلال پیوند مغز استخوان یا برای درمان سرطان دریافت کرده‌اند تجویز می‌کنند.

## مکانیسم اثر
فیلگراستیم شکل مصنوعی فاکتور رشد G-CSF (فاکتور محرک کلنی گرانولوسیت) است، نوعی پروتئین طبیعی که عامل افزایش تولید گلبولهای سفید خون است. کمبود G-CSF خطر عفونتهای باکتریایی را افزایش می‌دهد. این دارو مغز استخوان را وادار به تولید گلبول‌های سفید خون می‌کند و بدین ترتیب از خطر عفونت می‌کاهد و سبب ورود سلول‌های مغز استخوان به خون می‌شود تا پیوند مغز استخوان به سهولت انجام شود یا در طول درمان سرطان پیشرفته جایگزین مغز استخوان از دست رفته بشود.

## عوارض جانبی
درد عضلات و دردهای استخوانی، ضایعات پوستی، خستگی، تهوع و احتباس ادرار.